# Pseudoeurycea anitae
Pseudoeurycea anitae är en groddjursart som beskrevs av Charles Mitchill Bogert 1967. Pseudoeurycea anitae ingår i släktet Pseudoeurycea och familjen lunglösa salamandrar. IUCN kategoriserar arten globalt som akut hotad. Inga underarter finns listade i Catalogue of Life.